# San José Chiltepec
San José Chiltepec è un comune del Messico, situato nello stato di Oaxaca.